# Lago North Renous
O lago North Renous é um lago de água doce localizado em Northumberland, Condado de York, na província de New Brunswick, no Canadá.

## Descrição
Este lago encontra-se localizado nas coordenadas geográficas 46°55'30" N 66°34'52" W. dentro do território de Northumberland.
Dada a orografia de Northumberland o local onde este lago se encontra fica a uma altitude de 355 m.
A localização geográfica deste lago coloca-o a apenas 29,6 milhas da cidade de Stanley, sendo que esta relativa proximidade geografia a uma povoado com apreciável densidade populacional leva a que haja também uma apreciável atividades relacionadas com a pesca, sendo que os pescadores que aqui se deslocam podem encontrar uma variedade de peixes bastante apreciável, encontrando-se entre eles a truta, a Salvelinus fontinalis e o Lepomis macrochirus.